# Long Charity
| Long Charity              | Long Charity                                             | Long Charity                                             |
| ------------------------- | -------------------------------------------------------- | -------------------------------------------------------- |
| Kein Bild vorhanden       |                                                          |                                                          |
| Schiffsdaten              |                                                          |                                                          |
| Schiffstyp:               | Kombinierter Auto-Schüttguttransporter                   | Kombinierter Auto-Schüttguttransporter                   |
| Bauwerft:                 | Rheinstahl Nordseewerke, Emden                           | Rheinstahl Nordseewerke, Emden                           |
| Reederei:                 | A/S Olymp Rederi A/S Skrim, Norwegen                     | A/S Olymp Rederi A/S Skrim, Norwegen                     |
| Technische Daten          |                                                          |                                                          |
| Vermessung:               | 14.095 BRT                                               | 14.095 BRT                                               |
| Tragfähigkeit:            | 21.240 t                                                 | 21.240 t                                                 |
| Länge über alles:         | 169,10 m                                                 | 169,10 m                                                 |
| Länge zwischen den Loten: | 163,00 m                                                 | 163,00 m                                                 |
| Breite über alles:        | 21,34 m                                                  | 21,34 m                                                  |
| Seitenhöhe:               | 13,90 m                                                  | 13,90 m                                                  |
| Tiefgang:                 | 10,30 m                                                  | 10,30 m                                                  |
| Antriebsanlage            |                                                          |                                                          |
| Antrieb:                  | 1× Borsig-Fiat B757 S Dieselmotor auf 1 Festpropeller    | 1× Borsig-Fiat B757 S Dieselmotor auf 1 Festpropeller    |
| Maschinenleistung:        | 6950 kW                                                  | 6950 kW                                                  |
| Höchstgeschwindigkeit:    | 16 kn                                                    | 16 kn                                                    |
| Kapazität                 |                                                          |                                                          |
| Kraftfahrzeuge:           | 1700                                                     | 1700                                                     |
| Massengut:                | etwa 20.000 Tonnen und zusätzlich etwa 2.000 Tonnen Holz | etwa 20.000 Tonnen und zusätzlich etwa 2.000 Tonnen Holz |
| Sonstiges                 |                                                          |                                                          |
| Verbleib:                 | Im Januar 2009 als nicht mehr vorhanden gelistet         | Im Januar 2009 als nicht mehr vorhanden gelistet         |

Der kombinierte Auto-Schüttguttransporter Long Charity war der erste Neubau einer Viererserie dieses inzwischen wieder vom Markt verschwundenen Schiffstyps.

## Geschichte
Die norwegische Reederei A/S Olymp Rederi A/S Skrim gab Ende der 1960er-Jahre den Bau einer Viererserie dieses kombinierten Schiffstyps bei der Werft Rheinstahl Nordseewerke in Emden in Auftrag. Diese baute ab 1969 vier dieser durch Borsig-Fiat-Dieselmotoren angetriebenen Schiffe für den regelmäßigen Trans-Atlantik-Frachtverkehr. Als erstes wurde am 8. Dezember 1969 als Baunummer 406 die Long Charity von ihrer Osloer Reederei übernommen und lief danach zu ihrer Jungfernfahrt mit einer Ladung Volkswagen in die Vereinigten Staaten aus. Die drei nachfolgenden Schwesterschiffe wurden von der ebenfalls in Oslo ansässigen Reederei Fearnley & Eger übernommen.

## Ladungseinrichtungen
Die Long Charity war mit sechs, für die Schüttgutfahrt selbsttrimmend ausgelegten, Laderäumen ausgerüstet, die über je eine eigene Luke erreicht werden konnten. Die Laderäume können mit je sechs zusätzlichen eingehängten Autodecks umgebaut werden, um bis zu 1700 Fahrzeuge aufzunehmen. Die seitlichen Teile der Autodecks konnten nach oben unter die seitlichen Toptanks gezogen und dort verriegelt werden, während die Mittelsektionen als Pontondeckel ausgeführt waren. Auch im Bereich der über den Laderaum 6 hinwegreichenden Poop konnten Fahrzeuge oder Stückgut verstaut werden.
Es standen zwölf Ladebäume zur Verfügung, die im gekoppelten Betrieb 5 Tonnen heben konnten.
Außer Massengütern und Autos konnte die Long Charity noch zusätzlich bis zu 2000 Tonnen Schnittholz an Deck verstauen.

## Schwesterschiffe
Die drei weiteren Schiffe dieser Serie waren die Ferndale, die Fernside und die Fernfield.